# Теофилакт Охридски
Теофилакт Охридски (1055 — 1107) је био византијски црквени писац и охридски архиепископ.

## Биографија
Рођен је од грчких родитеља у Еврипу, на острву Евбеји, а васпитан у Цариграду код најзнаменитијих учитеља тога времена. Као клирик Саборне цркве изабран је за епископа и послат, мимо своје воље, у Охрид, где је провео око двадесет пет година (отприлике од 1082. до 1108). Хоматијан Охридски назива га „најмудријим архиепископом“. Човек огромне учености, светске и богословске, утанчаног византијског укуса, меланхоличан и осетљив.
Написао Тумачења сва четири јеванђеља и других књига Новог завета. То је једно од најбољих дела те врсте, које се и дан-данас чита са великом коришћу. У тумачењу Јовановог Јеванђеља записао је да верник може да једе тело Господње и да пије његову крв не само у тајанственом причешћу, него и на други начин. Тело једе онај који иде путем делатне врлине.
Од осталих његових дела позната су још: Писма, и Живот Светог Климента Охридског. У старости Свети Теофилакт се повукао из Охрида у Солун где је и скончао свој земаљски живот.
Његове мошти се налазе у Храму Светог Вазнесења Господњег у Чачку.
Српска православна црква слави га 31. децембра по црквеном, а 13. јануара по грегоријанском календару.